# Kochinda
Kochinda  es una ciudad y comité de área notificada situada en el distrito de Sambalpur en el estado de Odisha (India). Su población es de 15576 habitantes (2011). Se encuentra a orillas del río Mahanadi a 249 km de Bhubaneswar y a 55 km de Sambalpur.

## Demografía
Según el censo de 2011 la población de Kochinda  era de 15576 habitantes, de los cuales 7837 eran hombres y 7739 eran mujeres. Kochinda tiene una tasa media de alfabetización del 81,89%, superior a la media estatal del 72,87%: la alfabetización masculina es del 87,48%, y la alfabetización femenina del 76,27%.